# Heilpraktiker
Als Heilpraktiker (als Begriff zu Beginn des 20. Jahrhunderts aufgekommen und 1928 allgemein eingeführt) wird in Deutschland bezeichnet, wer die Heilkunde berufs- oder gewerbsmäßig ausübt, ohne als Arzt oder Psychologischer Psychotherapeut approbiert zu sein (§ 1 des seit 1939 bestehenden Heilpraktikergesetzes). In der Regel handelt es sich dabei um alternativmedizinische Praktiken. Die Ausübung der Heilkunde als Heilpraktiker bedarf in Deutschland der staatlichen Erlaubnis; im Gegensatz zu Ärzten müssen Heilpraktiker jedoch lediglich nachweisen, dass sie keinen Schaden verursachen und nicht, dass sie tatsächlich heilen können. Der Heilpraktiker übt seinen Beruf eigenverantwortlich aus und zählt zu den freien Berufen im Sinne von § 18 Einkommensteuergesetz.
In der Schweiz existiert ein entsprechendes Berufsbild. Das SBFI hat am 28. April 2015 eine Genehmigung erteilt für die Höhere Fachprüfung für Naturheilpraktikerin und Naturheilpraktiker. Hiermit entstand ein schweizweit anerkannter und geschützter Titel für vier spezifische Fachrichtungen: Ayurveda-Medizin, Homöopathie, traditionelle chinesische Medizin (TCM) und traditionelle europäische Naturheilkunde (TEN). Die Gesetzesänderung geht auf eine der Kernforderungen zum Verfassungsartikel 118a Komplementärmedizin zurück, die die Schaffung von nationalen Diplomen für die nichtärztlichen Berufe der Komplementärmedizin fordert. Zuvor gab es uneinheitliche kantonale Bestimmungen zur Ausübung der Naturheilkunde. Die eidgenössische Prüfung wird von der «Organisation der Arbeitswelt Alternativmedizin Schweiz (OdA AM)» durchgeführt.
In Österreich ist die Ausübung der Heilkunst ausschließlich den Ärzten und – beschränkt auf das Gebiet der Psychotherapie – den Psychotherapeuten vorbehalten. Die Ausübung des Berufes des Heilpraktikers sowie die Ausbildung dazu ist in Österreich durch das Ärztegesetz bzw. das Ausbildungsvorbehaltsgesetz verboten und strafbar. Diese Regelung wurde bereits vom Europäischen Gerichtshof geprüft und als EU-rechtskonform bestätigt.

## Abgrenzung zu Ärzten und Psychotherapeuten
Das Berufsbild des Heilpraktikers umfasst die allgemeine, nicht-medizinische Heilkundeausübung und wird durch die Berufsbezeichnung „Heilpraktiker“ ausgedrückt. Vom Arzt oder Psychotherapeuten unterscheidet ihn, dass für ihn keine Ausbildung vorgeschrieben ist und er die Heilkunde ohne Approbation („ohne Bestallung“) ausübt. Seine Befugnisse sind durch Gesetze und Verordnungen gegenüber denen des Arztes eingeschränkt. So ist es nicht möglich, verschreibungspflichtige Medikamente zu verordnen oder Geburtshilfe zu betreiben oder gemäß Infektionsschutzgesetz bestimmte Infektionskrankheiten zu behandeln.
Auch in Ausübung der Psychotherapie ist der Heilpraktiker in seinen Befugnissen gegenüber dem Psychotherapeuten eingeschränkt. Im Gegensatz zu Psychotherapeuten dürfen Heilpraktiker z. B. keine Krankenhauseinweisungen oder Krankenbeförderungen verordnen und auch keine Reha-Maßnahmen oder Soziotherapien verschreiben. Eine Abrechnung mit gesetzlichen Krankenkassen ist für Heilpraktiker ebenfalls nicht möglich, die Führung geschützter Berufsbezeichnungen wie Arzt oder Psychotherapeut ist ihnen nicht erlaubt.

## Organisation
Deutschlandweit existieren zahlreiche Verbände, in denen die Heilpraktiker organisiert sind. Sie vertreten die Interessen der Heilpraktiker, bieten Fortbildungsveranstaltungen und Serviceleistungen an. Da die meisten Verbände auch Schulen unterhalten, unterstützen sie neben zahlreichen freien Anbietern auch die Berufsausbildung der Heilpraktiker.
| Heilpraktiker  |        |          |
| Jahr           | Praxen | Personal |
| 2012           | 43.000 | 81.700   |
| 2013           | 43.000 | 81.700   |
| 2014           | 44.000 | 83.600   |
| 2015           | 47.000 | 89.300   |
| 2016           | 47.000 | 89.300   |
| 2017           | 46.000 | 87.400   |
| 2018           | 45.000 | 85.500   |
| GBE des Bundes |        |          |

- Allgemeiner Deutscher Heilpraktikerverband e. V. (ADHV)
- Allgemeine Gesellschaft Anthroposophischer Heilpraktikerinnen und Heilpraktiker (AGAHP)
- Berufsverband Deutsche Naturheilkunde e. V. (BDN)
- Bund Deutscher Heilpraktiker e. V. (BDH)
- Bund Deutscher Heilpraktiker und Naturheilkundiger e. V. (BDHN)
- Fachverband Deutscher Heilpraktiker e. V. (FDH)
- Freie Heilpraktiker e. V. (FH)
- Freier Verband Deutscher Heilpraktiker e. V. (FVDH)
- Union Deutscher Heilpraktiker e. V. (UDH)
- Verband Deutscher Heilpraktiker e. V. (VDH)
- Verband Heilpraktiker Deutschland e. V. (VHD)
- Verband Unabhängiger Heilpraktiker e. V. (VUH)
- Vereinigung Christlicher Heilpraktiker (VCHP)

Diese Bundesverbände arbeiteten teilweise in den überverbandlichen sowie berufs- und medizinalpolitischen Fragen im Rahmen der Organisation Die Deutschen Heilpraktikerverbände (DDH) zusammen. Seit 2011 arbeiten fünf große Heilpraktikerverbände im Dachverband Deutscher Heilpraktikerverbände (neu: DDH) zusammen.

## Rechtsgrundlagen

### Erlaubniserteilung
Der Heilpraktiker ist ein durch das Heilpraktikergesetz geregelter Beruf in Deutschland. Zwar gibt es keine vorgeschriebene Regelausbildung, jedoch eine staatlich geregelte Überprüfung, deren schriftlicher Teil in allen Gesundheitsämtern einheitlich und gleichzeitig durchgeführt wird. Nach bestandener schriftlicher Überprüfung erfolgt eine mündliche Überprüfung durch das jeweilige Gesundheitsamt als staatlich beauftragte Behörde. Die berufsmäßige Ausübung der Heilkunde ohne als Arzt approbiert zu sein ist nach § 1 Abs. 1 HeilprG nur mit dieser Erlaubnis zulässig. Für die Erlaubniserteilung sind die Landesbehörden zuständig, die sich nach den jeweiligen landesrechtlichen Durchführungsbestimmungen richten.
Voraussetzungen für die Erlaubnis sind nach § 2 der ersten Durchführungsverordnung zum Heilpraktikergesetz (HeilprGDV 1) ein Mindestalter von 25 Jahren, ein Hauptschulabschluss, die gesundheitliche Eignung und die „sittliche Zuverlässigkeit“, die durch ein ärztliches Attest bzw. ein polizeiliches Führungszeugnis nachgewiesen werden können.
Zur Erlangung der Erlaubnis muss sich der Antragsteller ferner der vorgenannten schriftlichen und mündlichen Überprüfung seiner Kenntnisse und Fähigkeiten unterziehen, um festzustellen, ob der Stand der Kenntnisse und Fähigkeiten keine Anhaltspunkte dafür bietet, dass eine heilkundliche Tätigkeit durch ihn zu Schäden an der menschlichen Gesundheit führen könnte (§ 2 Absatz 1 Buchstabe i HeilprGDV 1 sowie die niedersächsische „Richtlinie zur Durchführung des Verfahrens zur Erteilung einer Erlaubnis nach dem Heilpraktikergesetz“). Die Heilpraktikerprüfung ist demnach eine Unbedenklichkeitsprüfung und keine Fachprüfung im Sinne der Feststellung eines konkreten Ausbildungsstandes. Trotz hoher Durchfallquoten kann diese Überprüfung beliebig oft wiederholt werden.
Die Überprüfung besteht aus einem schriftlichen (meist Multiple-Choice-Test) und einem 30- bis 60-minütigen mündlichen Teil, bei dem verschiedene Fallbeispiele diskutiert werden. Inhaltlich werden dabei die Berufs- und Gesetzeskunde, anatomische und physiologische Grundkenntnisse, Methoden der Anamnese und Diagnose, die Bedeutung grundlegender Laborwerte sowie Praxishygiene und Desinfektion geprüft. Dagegen werden konventionelle Behandlungsmethoden sowie Kompetenz in Pharmakologie, Pathophysiologie, Biochemie, Mikrobiologie, Humangenetik und Immunologie nicht abgefragt.
Der Zweck der Überprüfung gilt der Gefahrenabwehr, so soll beigebracht werden, was Heilpraktiker nicht therapieren dürfen.
Der Nachweis einer absolvierten Ausbildung ist keine Erlaubnisvoraussetzung. Die insoweit freiwillige Ausbildung an privaten Schulen dauert etwa ein bis drei Jahre. Die Qualität der Ausbildung unterliegt keiner staatlichen Aufsicht.
Das in § 2 Absatz 1 Buchstabe b) HeilprGDV 1 geregelte Verbot, Ausländern eine Heilpraktikererlaubnis zu erteilen, ist unwirksam.
Für Diplom- und Master-Psychologen, die die Heilpraktikererlaubnis begrenzt auf das Gebiet der Psychotherapie erwerben wollen, gilt ein spezielles Erlaubnisverfahren: Sie müssen keine gesonderte Prüfung ablegen, wenn sie bestimmte Voraussetzungen erfüllen. Zahnärzte können diese Überprüfung ablegen, um ihr Therapiespektrum zu erweitern. Nur Ärzten ist es untersagt, an der Überprüfung teilzunehmen.

### Berufsbezeichnung
Die Bezeichnung Heilpraktiker gehört nicht zu den nach § 132a StGB (Missbrauch von Titeln, Berufsbezeichnungen und Abzeichen) geschützten Berufsbezeichnungen. Während sich bei den Gesundheitsfachberufen und den akademischen Heilberufen die Berufsausübung aus der Erlaubnis zur Führung der entsprechenden Berufsbezeichnung ergibt (Beispiel: Gesetz über die Berufe in der Physiotherapie), bindet das Heilpraktikergesetz die Berufsausübung direkt an die Erlaubniserteilung und sieht keinen expliziten Schutz der Berufsbezeichnung vor. In Abgrenzung zu den geschützten Berufsbezeichnungen der im StGB abschließend aufgeführten Heilberufe regelt § 1 Abs. 3 HeilprG allerdings die Führung der Berufsbezeichnung Heilpraktiker wie folgt:

„Wer die Heilkunde bisher berufsmäßig ausgeübt hat und weiterhin ausüben will, erhält die Erlaubnis nach Maßgabe der Durchführungsbestimmungen; er führt die Berufsbezeichnung ‚Heilpraktiker‘.“

Bei der Führung der Berufsbezeichnung sowie etwaiger Zusätze (z. B. Akupunkteur, Homöopath, Chiropraktiker, Osteopath) ist darauf zu achten, dass der Eindruck einer staatlichen Anerkennung vermieden wird. Dies gilt insbesondere in Abgrenzung zu Angehörigen der Gesundheitsfachberufe (z. B. Logopäden, Hebammen, Physiotherapeuten) oder der Approbationsberufe (z. B. Ärzte, Psychotherapeuten, Zahnärzte). Dies bezieht sich im gleichen Sinne auch auf Tätigkeitsbeschreibungen, wie sie etwa auf Praxisschildern oder in Branchenverzeichnissen Anwendung finden.
Teilweise wird kritisiert, dass die Bezeichnung „Heilpraktiker“ irreführend ist, da es für die angewandten Methoden oftmals keinerlei tatsächlich heilenden Wirkungsnachweis gibt.

### Heilpraktikergesetz
Es haben sich neben dem Arzt- und dem Heilpraktikerberuf zusätzliche Heilberufe entwickelt, so in der Psychotherapie und der Physiotherapie. Diese haben vom Heilpraktiker völlig eigenständige und abgrenzbare Berufsbilder. Sie sind nicht als Untergliederungen des Heilpraktikerberufes entstanden. Hier die umfassende Ausübung der allgemeinen Heilkunde, ähnlich einem Arzt, dort lediglich die Ausübung von Psychotherapie oder Physiotherapie als einem eigenständigen Teilgebiet der Heilkunde, als Heilhilfstätigkeiten entstanden. Heilkundeausübung (auch Diagnostik) über dieses jeweils eigenständige und abgegrenzte Gebiet hinaus ist verboten.
Das Heilpraktikergesetz regelt ausschließlich die Erteilung einer uneingeschränkten Tätigkeitserlaubnis in der Heilkunde, ohne die Voraussetzung zum Arztberuf erfüllen zu müssen. Jedoch verbietet es nicht ausdrücklich die Erteilung von beschränkten Tätigkeitserlaubnissen betreffend einzelne abgrenzbare Teilgebiete. Hier wurde eine Auslegungsmöglichkeit gesehen, die Heilpraktikererlaubnis zu teilen, nicht aber den bisherigen und weiter unverändert fortbestehenden arztähnlichen Heilpraktikerberuf.
Die Neuerung war und ist, dass auf der Basis des Heilpraktikergesetzes unterschiedliche Berufe mit unterschiedlichen Berufsbildern in der Heilkunde eigenständig ausgeübt werden können. Von daher führt die beschränkte (sektorale) Erlaubnis nicht zur Führung der Berufsbezeichnung „Heilpraktiker“ für alle diese unterschiedlichen Berufe. Auch die Erlaubnis selbst ist nicht gleich. Eine umfassende Erlaubnis stellt etwas ganz anderes dar als eine Teilerlaubnis, beschränkte Erlaubnis. Eine solche ist keine Fachzulassung für ein Fachgebiet. Fachkunde wird nicht überprüft.
Sektorale (auf ein Gebiet beschränkte) Heilpraktikererlaubnisse schaffen den traditionellen Beruf des Heilpraktikers, der die Heilkunde umfassend ausüben darf, nicht ab. Eine eigene Berufsbezeichnung für Personen mit einer sektoralen Heilpraktikererlaubnis hat der Gesetzgeber bisher nicht festgelegt. Als Heilpraktiker dürfen diese Personen wegen der Verwechslungsgefahr nicht firmieren. Ein bloßer Tätigkeitszusatz reicht nicht aus, da der Heilpraktiker mit umfassender Erlaubnis ebenfalls diese Tätigkeiten ausüben und in gleicher Weise benennen darf. Jedoch sind die Inhaber der beschränkten (sektoralen) Heilpraktikererlaubnis gerade frei, ihre Berufsbezeichnung zu bilden, ohne sich Heilpraktiker nennen zu müssen und zu dürfen. Sie können dies auch aus ihren Spezialgebieten tun (und dabei vielleicht auf das Heilpraktikergesetz verweisen). Sie dürfen dabei nur keine geschützten Bezeichnungen verletzen.
Seit 1993 ist für jedermann mit einer beschränkten (sektoralen) Heilpraktikererlaubnis die eigenständige Ausübung von Psychotherapie und, seit Ende 2006 in Rheinland-Pfalz und seit Ende 2009 im ganzen Bundesgebiet, Physiotherapie möglich. Die bis November 2008 von der Arbeitsgemeinschaft der obersten Landesgesundheitsbehörden (AOLG) als unbedenklich angesehenen Bezeichnungen „Heilpraktiker (Psychotherapie)“, „psychotherapeutischer Heilpraktiker“ (Kurzform von „psychotherapeutisch tätiger Heilpraktiker“) machen nicht hinreichend deutlich, dass nur eine beschränkte Heilpraktikerlaubnis vorliegt und nicht etwa ein umfassend tätigkeitsbefugter Heilpraktiker die Psychotherapie anbietet. Seit November 2008 wird, folgend aus den Urteilen der Verwaltungsgerichte seit 2006, von der AOLG zur Rechtsklarheit und für den Patientenschutz zur Führung ausschließlich nur noch die noch immer unklare Bezeichnung „Heilpraktiker beschränkt auf das Gebiet der Psychotherapie“ oder neu „… auf das Gebiet der Physiotherapie“ empfohlen.
In Ergänzung zum Heilpraktikergesetz bestehen Rechts- und Verwaltungsvorschriften, die vom Bundesgesundheitsministerium bzw. den Ländern erlassen werden (§ 7 HeilprG). Das Heilpraktikergesetz wurde zuletzt 2016 geändert.

### Berufsordnung
Im Jahre 1992 haben sich die Verbände auf eine Berufsordnung für Heilpraktiker (BOH) geeinigt, die jedoch nicht für alle Heilpraktiker rechtsverbindlich ist, sondern nur als vereinsinternes Recht für die Mitglieder Gültigkeit besitzt.

### Schweigepflicht und Zeugnisverweigerungsrecht
Heilpraktiker unterliegen der Verschwiegenheitspflicht, die sich seit Inkrafttreten des Patientenrechtegesetzes 2013 als Nebenpflicht aus dem geschlossenen Behandlungsvertrag ergibt. Die Pflicht zum Abschluss eines Behandlungsvertrages ergibt sich ebenfalls aus dem Patientenrechtegesetz. Aus der Verschwiegenheitspflicht folgt ein Zeugnisverweigerungsrecht in Zivilprozessen gemäß § 383 Abs. 1 Nr. 6 ZPO.
Heilpraktiker unterliegen, im Gegensatz zu Ärzten, Psychotherapeuten, Berufspsychologen oder anderen Heilberufen mit staatlich anerkannter wissenschaftlicher Abschlussprüfung, nicht der strafrechtlichen Verschwiegenheitspflicht (§ 203 StGB). Das Zeugnisverweigerungsrecht in Strafprozessen nach § 53 StPO, wie es unter anderem für Ärzte, psychologische Psychotherapeuten und Geistliche in ihrer Eigenschaft als Seelsorger gilt, erstreckt sich somit nicht auf Heilpraktiker.

### Abrechnung
Die Tätigkeit des Heilpraktikers basiert auf einem Behandlungsvertrag mit dem Patienten.
Nach § 630a BGB ist die Höhe der Vergütung der freien Vereinbarung zwischen Heilpraktiker und Patient überlassen.
Das von den Heilpraktikerverbänden herausgegebene GebüH, auch GebüH85, gibt für die meisten Positionen Anhaltswerte für die Abrechnung mit dem Patienten vor. Allerdings sind die dort genannten Honorare auf dem Stand von 1985, da das Verzeichnis seit seiner Aufstellung nicht aktualisiert wurde. Dies hat zur Folge, dass eine Abrechnung nach GebüH für die meisten Heilpraktiker nicht mehr wirtschaftlich sein kann. Um eine Wirtschaftlichkeit zu erreichen, werden die Höchstsätze des GebüH mit Hinweis im Behandlungsvertrag überschritten oder analog der Gebührenordnung für Ärzte (GOÄ) bestimmt. Leistungen, die nicht im GebüH enthalten sind, können entsprechend einer ähnlichen Leistung im GebüH berechnet werden. Kritisiert wird zudem, dass die Anwendung des GebüH eine kartellrechtlich verbotene Preisabsprache darstelle, da ihm die Rechtskraft einer gesetzlichen Gebührenordnung fehle.
Der Honorarrahmen stellt allerdings keine Aussage darüber dar, in welchem Umfange Leistungen von privaten Krankenversicherungen übernommen werden. Die Behandlungskosten für Heilpraktiker sind bei Bundesbeamten überwiegend beihilfefähig und werden ansonsten von privaten Krankenversicherungen übernommen, sofern der abgeschlossene Tarif das vorsieht. Seit einigen Jahren besteht für gesetzlich krankenversicherte Klienten die Möglichkeit, über private Zusatzversicherungen eine Kostenerstattung von Heilpraktikerleistungen zu versichern, so wie es für Zahnersatz und andere Sonderleistungen üblich ist. Seit Anfang 2005 bieten fast alle gesetzlichen Krankenversicherungen entsprechende Zusatzversicherungen an, die über private Versicherungspartner abgewickelt werden. Infolge der Gesundheitsreform von 2003 dürfen die Kosten für nicht verschreibungspflichtige Medikamente, von einigen Ausnahmen abgesehen, generell nicht mehr von den Krankenkassen übernommen werden – damit auch die meisten Arzneien der Phytotherapie (Pflanzentherapie) und der Homöopathie.
Seit dem 1. Oktober 2013 hat die IKK Südwest als erste und z. Z. einzige gesetzliche Krankenversicherung in ihrer Satzung eine Erstattung von Leistungen aus den Bereichen der Homöopathie und Naturheilverfahren aufgenommen, welche von einem Heilpraktiker erbracht wurden. Das Ministerium für Soziales, Gesundheit, Frauen und Familie in Saarbrücken erteilte als Aufsichtsbehörde die Genehmigung, wenn der Heilpraktiker ein qualifizierter Leistungserbringer im Sinne der Satzung (Verbandszugehörigkeit etc.) ist.
2017 wurden etwas mehr als 320 Millionen Euro in Deutschland an Heilpraktiker durch Zusatzversicherungen ausgezahlt.

### Werbung
Wie der gesamte Gesundheitssektor unterliegt der Heilpraktiker den Bestimmungen des Heilmittelwerbegesetzes (HWG). Dieses Gesetz gilt für die Werbung bei Arzneien und anderen Mitteln, Verfahren und Behandlungen. Da Heilpraktiker sich oft innerhalb alternativmedizinischer Gebiete bewegen, die wissenschaftlich nicht anerkannt sind, betrifft sie das HWG in besonderem Maße. § 3 beispielsweise verbietet unter Strafandrohung Aussagen über die Wirkung von Behandlungsmethoden, die nicht bewiesen sind. Darüber hinaus dürfen nach § 11 in der Werbung „außerhalb der Fachkreise“ auch keine wissenschaftliche Gutachten oder ärztlichen Empfehlungen herangezogen werden.

## Tätigkeitsfelder und Methoden
Heilpraktiker mit Vollzulassung dürfen körperliche und seelische Leiden feststellen und eine eigene Therapie auch mit körperlichen Behandlungen durchführen. Sie wenden für Diagnose und Therapie häufig Methoden der Naturheilkunde oder der Alternativmedizin an. Verschreibungspflichtige Medikamente und Betäubungsmittel dürfen sie nicht verordnen. Generell kann jeder Heilpraktiker diejenigen Verfahren ausüben, die er beherrscht (Therapiefreiheit). Dies können sowohl schulmedizinische als auch naturheilkundliche oder sogenannte „ganzheitliche Verfahren“ sein. Häufig führen Heilpraktiker mit Vollzulassung Zusatzbezeichnungen wie:
- Phytotherapie
- Homöopathie
- Aromatherapie
- Chiropraktik und Osteopathie
- Physiotherapie
- Traditionelle Chinesische Medizin (TCM) z. B. Akupunktur
- Kinesiologie
- Bioenergetik
- Atemtherapie
- Blutegeltherapie
- Ausleitende Verfahren
- Bioresonanztherapie

mit dem Schwerpunkt (nicht Einschränkung gemeint) auf Psychotherapie auch:
- Systemische Therapie
- NLP-Therapeut
- Autogenes Training
- Hypnose

Der Patient bezahlt in der Regel die Rechnung für seine Behandlung selbst, bis auf die teilweise Erstattung bestimmter Heilverfahren durch einige GKV und eine größere Anzahl von PKV. Das Behandlungsverhältnis regelt sich demnach auch nicht nach der GOÄ.
Nicht tätig werden dürfen Heilpraktiker bei meldepflichtigen Krankheiten, der Zahnmedizin, der Strahlentherapie und der Leichenschau sowie in der Geburtshilfe. Nach dem Infektionsschutzgesetz (IfSG) dürfen Heilpraktiker keine Geschlechtskrankheiten behandeln. Davon ausgenommen sind Krankheiten der primären Geschlechtsorgane, sofern diese nicht sexuell übertragbar sind. Hierzu zählen beispielsweise Menstruationsbeschwerden, Prostatahyperplasie, Ovarialzysten oder Endometriose. Von Heilpraktikern entnommene Blutproben dürfen laut Strafprozessrecht nicht vor Gericht verwendet werden.
Tierheilpraktiker benötigen keine Genehmigung, so dass hier keinerlei Mindestanforderungen eingehalten werden müssen.

## Kritik
Kritiker bemerken, dass von Heilpraktikern häufig als „sanft“ bezeichnete, aber wirkungslose Maßnahmen vor medizinisch nachgewiesen wirksamen Therapien bevorzugt würden. Da dem Heilpraktiker der Zugang zu verschreibungspflichtigen Medikamenten verwehrt ist und diese auch häufig aus Überzeugung abgelehnt werden, werden meist Behandlungsmethoden ohne wissenschaftlich nachgewiesenen Nutzen angewendet. Alternative Behandlungskonzepte wie beispielsweise das Pendeln, Irisdiagnostik, Angewandte Kinesiologie, Homöopathie oder die anthroposophische Medizin würden häufig auch bei schwerwiegenden Erkrankungen ohne adäquate Aufklärung eingesetzt, selbst wenn eine Heilung durch eben jene Methoden nicht belegbar und plausibel ist. Heilpraktiker würden solche Maßnahmen oft selbst dann nicht beenden, wenn diese keinen Erfolg zeigten oder sich die Erkrankung verschlimmere und würden den Patienten auch dann nicht zu einem Arzt überweisen. Zudem würden einige Heilpraktiker den ihnen gesetzten Rahmen überschreiten, indem sie beispielsweise ohne adäquate Qualifikation Chiropraktik an der Halswirbelsäule durchführten und somit die Gesundheit ihrer Patienten gefährdeten.
Insbesondere wird die häufig mangelhafte Ausbildung von Heilpraktikern kritisiert. Eine geregelte Berufsqualifikation sieht das Heilpraktikergesetz aus dem Jahr 1939 nicht vor. Im Gegensatz zu Ärzten müssen Heilpraktiker daher keine fundierte Ausbildung nachweisen. So müssen aktuell nur bei einem Multiple-Choice-Test 45 von 60 Fragen richtig beantwortet werden, um als Heilpraktiker zugelassen zu werden. Dabei gehe es auch mehr um eine Gefahrenabwehr als um eine tatsächliche Fähigkeitsnachweis. Zudem würde die Arbeit der Heilpraktiker anschließend nicht mehr kontrolliert werden und es gäbe auch kein verbindliches berufliches Standesrecht. Kritisiert wird zudem, dass nicht alle Heilpraktikerschulen Präsenzunterricht fordern. Überwiegend werden auch keine Unterrichtseinheiten in Form von Praxisunterricht angeboten (z. B. Legen einer Infusion), gegebenenfalls fällt diese auf ein Wochenend-Workshop. Insgesamt ist die Bandbreite der Qualität der Ausbildung sehr breit – sie beginnt vom Verkauf von Ausbildungs-CDs zum Preis von 40 Euro und mündet als anderes Extrem in Drei-Jahres-Programmen zum Preis von 17.000 Euro. Im Schnitt erlernen etwa 20 % der Heilpraktiker-Anwerber das Wissen für die Überprüfung im Selbststudium.
In einem Testbericht von 2006 in Ökotest, in dem sich ein Proband mit einem tatsächlich vorliegenden Krankheitsbild bei 20 zufällig ausgewählten Heilpraktikern vorstellte und behandeln ließ, schnitten diese sehr unterschiedlich ab. Vier Heilpraktiker stufte der Tester als gut ein, die Behandlung von fünf Therapeuten beurteilte er als gefährlich. Andere hätten sorgfältig bei der Befunderhebung und Diagnosestellung gearbeitet, „allerdings eher zweifelhafte Therapien vorschlagen“, die nicht geschadet, aber auch nicht geholfen hätten. Die Stiftung Warentest kommt in ihrer Zeitschrift „test“ 2008 im Rahmen einer Stichprobe bei 40 Heilpraktikern zu einem insgesamt positiven Testergebnis über die Arbeit. „Bewertet wurden der Service und die Vorabinformation, die Anamnese, die Diagnostik, die Informationen zur Therapie und die Gesprächsatmosphäre“ im Rahmen eines Erstgespräches, jedoch nicht der Erfolg ihrer Methoden. Die Wissenschaftsjournalisten Hristio Boytchev und Claudia Ruby vom Recherchezentrum Correctiv haben 2015 in einer Undercover-Recherche acht „Alternativpraxen“ in Deutschland aufgesucht, Boytchev gab sich hierbei als Krebspatient (Hodgkin-Lymphom) aus. Nur eine hat korrekt beraten, die anderen empfohlenen Therapien waren „meistens sehr teuer, unnütz und manchmal sogar lebensgefährlich“.
In diesem Zusammenhang wird das aus der Zeit des Nationalsozialismus stammende Heilpraktikergesetz in Deutschland zunehmend kritisiert. Der Hauptvorwurf lautet: „Heilpraktiker dürfen praktizieren, ohne eine entsprechende Qualifikation nachweisen zu müssen.“ Daher sei eine Gesetzesänderung dringend angeraten. Auch wird beanstandet, dass dieses Gesetz in den fast 80 Jahren seiner Geschichte kaum geändert worden sei. Das Heilpraktikergesetz wurde daraufhin 2016 oberflächlich angepasst. Die grundsätzlichen Probleme bestünden jedoch weiterhin.
Der auf Initiative von Bettina Schöne-Seifert gegründete interdisziplinäre Münsteraner Kreis legte im August 2017 ein Memorandum Heilpraktiker vor, in dem zwei Lösungsvorschläge dargestellt werden. Dabei wird einerseits eine Abschaffung des Heilpraktikerberufs (Abschaffungslösung), andererseits die Einführung spezialisierter „Fach-Heilpraktiker“ als Zusatzqualifikation für bestehende Gesundheitsfachberufe (Kompetenzlösung) diskutiert. Die Position dieses Expertenkreises wurde in zahlreichen Medien verbreitet.
Thomas Fydrich, Professor für Psychotherapie an der Humboldt-Universität zu Berlin, sagte in einer Reportage des SWR-Investigativ-Formats VOLLBILD, dass bei Heilpraktikern potentiell schädliche Methoden angewendet werden: „Das ist eine klare Überschreitung von Grenzen. Es ist klar eine Anmaßung von Kompetenzen“.

## Geschichte des Heilpraktikerberufs in Deutschland

### Vor dem Zweiten Weltkrieg
Die historischen Wurzeln für den Berufsstand des Heilpraktikers liegen in der Erfahrungs- und Laienheilkunde. Bereits im Mittelalter gab es „Heilpraktiker“ wie den aus Wien stammenden lîbarzet Jörg Radendorfer, der um 1496 in Frankfurt am Main Vergünstigungen (Kurier- und Dispensierfreiheit) erhalten hatte, wie sie ansonsten nur akademisch ausgebildeten Ärzten zustanden, ihm dort jedoch nach Protesten reichsstädtischer Ärzte und Apotheker und dem Tod einer Patientin aus dem Patriziat ab 1499 wieder entzogen wurden, bevor er sich dann in Nürnberg von 1500 bis etwa 1503 als Heilpraktiker mit voller Kurier- und Dispensierfreiheit betätigte, bis ihm auch diese Tätigkeit wieder verboten wurde. 1928 entstand aus dem „Verband der Heilkundigen Deutschlands“ in Essen der „Großverband der Heilpraktiker Deutschlands“. 1931 hatten sich schon 22 Heilpraktikerorganisationen etabliert, was zwar eine große Organisationsvielfalt darstellte, aber die berufspolitische Stärke nicht gerade förderte. 1933 wurde vom nationalsozialistischen Reichsministerium des Innern der Heilpraktiker Ernst Heinrich als Kommissar der Heilpraktikerverbände eingesetzt. Im Zuge der nationalsozialistischen Gleichschaltung wurden alle Heilpraktikerverbände zwangsweise dem „Heilpraktikerbund Deutschlands“ angegliedert. Die Mitgliedschaft sowie die Aus- und Fortbildung wurden straff reglementiert.
Im August 1933 erschien erstmals als Verbandsorgan die Zeitschrift „Der Heilpraktiker“, die heute mit der „Volksheilkunde“ als Organ des FDH-Bundesverbandes etabliert ist.
1934 trat Ernst Heinrich von seinem Amt zurück, der Nachfolger wurde Ernst Kees.
In „Der Heilpraktiker“ wird die Struktur und die Aufgabe des Heilpraktikerbundes folgendermaßen beschrieben: „Gemäß dem Führergrundsatz geht die gesamte Initiative im Heilpraktikerbund Deutschlands von dessen Bundesleiter, Parteigenosse Ernst Kees, aus. Alle Mitarbeiter sind daher vorwiegend ausführende Organe des Bundesleiters […] Der Bundesleiter wurde Ende März 1934 auf Vorschlag des Stellvertreters des Führers vom Reichsinnenminister ernannt. Dabei wurde ihm von Regierung und Staat die Aufgabe übertragen, den Heilpraktikerbund von allen unbrauchbaren und unzuverlässigen Elementen, die für den neuen Staat untragbar erschienen und deren Ausmerzung im Interesse der Volksgesundheit liegt, zu bereinigen.“
1936 wurde der Heilpraktiker als freier Beruf anerkannt und erhielt die Befreiung von der Umsatzsteuer. Nachdem 1937 der Reichsärzteführer Gerhard Wagner Kurierfreiheit und Nationalsozialismus als unvereinbar bezeichnet hatte, wurde 1938 der Entwurf eines Heilpraktikergesetzes erstellt.
Am 17. Februar 1939 wurde das Heilpraktikergesetz (HeilprG) mit seiner Ersten Durchführungsverordnung (1. DVO) verkündet. Trotz der Regelung des Berufes war das Heilpraktikergesetz von vornherein als Aussterbegesetz für den Berufsstand des Heilpraktikers geplant, wobei es eine geheime Absprache zwischen der Führung der NSDAP und der Reichsärztekammer gegeben haben soll. In der ursprünglichen Fassung des Gesetzes wird dies z. B. in § 2 deutlich: „Wer die Heilkunde, ohne als Arzt bestallt zu sein, bisher berufsmäßig nicht ausgeübt hat, kann eine Erlaubnis nach § 1 in Zukunft nur in besonders begründeten Ausnahmefällen erhalten.“ Über die besonders begründeten Ausnahmen hatte dann die NS-Standesorganisation zu entscheiden. Auch der § 4, der die Ausbildung verbietet, ist bemerkenswert: „Es ist verboten, Ausbildungsstätten für Personen, die sich der Ausübung der Heilkunde im Sinne dieses Gesetzes widmen wollen, einzurichten oder sie zu unterhalten.“ In der 1. Durchführungsverordnung wurde den Antragstellern in § 1 nur eine Frist bis zum 1. April 1939 eingeräumt, um sich zur Erlaubniserteilung anzumelden. In § 2 wurde die Erlaubnis neben den bekannten Ausschlüssen auch nicht erteilt, „wenn er (der Antragsteller) oder sein Ehegatte nicht deutschen oder artverwandten Blutes ist,“ oder „wenn er nicht im Besitze der bürgerlichen Ehrenrechte ist“. Vor der Entscheidung über den Antrag war im Übrigen die Deutsche Heilpraktikerschaft anzuhören.
Am 12. Mai 1939 erhielt der „Heilpraktikerbund Deutschlands – Reichsverband“ den Namen „Deutsche Heilpraktikerschaft“ mit Sitz in Berlin. Vom 19. bis 21. Mai 1939 fand die 1. Reichstagung der Deutschen Heilpraktikerschaft statt. Die Zweite Durchführungsverordnung (2. DVO) zum HeilprG führte zur Schließung der Heilpraktikerschulen und machte jede weitere Ausbildung unmöglich. 1943 erfolgte dann das Verbot aller Fachfortbildungen für Heilpraktiker.

### Nach dem Zweiten Weltkrieg
1946 wurde Heilpraktiker Carl Moser aus München als vorläufiger Leiter der Deutschen Heilpraktikerschaft eingesetzt. Während in der Bundesrepublik Deutschland die Fortgeltung des Heilpraktikergesetzes auf der Grundlage des Grundgesetzes gesichert war (1952 wird das Ausbildungsverbot als verfassungswidrig außer Kraft gesetzt), wurde in der DDR das Heilpraktikergesetz durch die Approbationsordnung für Ärzte abgelöst. Das bedeutete für Ostdeutschland, dass als Heilpraktiker weiterhin nur arbeiten durfte, wer vor dem 9. Mai 1945 die „Erlaubnis zur Ausübung der Heilkunde ohne Bestallung“ erhalten hatte. Neue Zulassungen wurden nicht mehr erteilt. Damit war der Beruf des Heilpraktikers in der DDR zum Aussterben verurteilt. Beim Zusammenbruch der DDR 1989 gab es dort nur noch 11 Heilpraktiker.
In Berlin trat schon mit dem 28. Oktober 1945 die Fachgruppe Deutscher Heilpraktiker im Freien Deutschen Gewerkschaftsbund (FDGB) mit Sitz in Berlin-Charlottenburg in Funktion. Dem Vorstand gehörten damals die Heilpraktiker von Chrismar-Trott, Przygodda, Wiess, Gerling, Seidensticker, Bach, Müller, Linke und Fischer-Treuenfeld an. Mit Schreiben vom 30. April 1946 lehnte der Vorstand der Fachgruppe es ab, sich der Deutschen Heilpraktikerschaft (München) anzuschließen und verwies auf die besondere Situation in der „sowjetischen Okkupationszone“. Die Fachgruppe umfasste nach eigenen Angaben zum Zeitpunkt der Gründung ca. 1.200 Heilpraktiker in den Provinzen Brandenburg, Sachsen, Thüringen, Sachsen-Anhalt und Mecklenburg.
Die Praxis der gewerkschaftlichen Organisation der Heilpraktiker in der Sowjetischen Zone wurde mit der Heilpraktiker-VO vom 18. Dezember 1946 mit Billigung der Sowjetischen Militäradministration in Deutschland (SMAD) geregelt. § 1 dieser VO lautete:

„Abs. 1. Die Deutsche Heilpraktikerschaft, die bisherige Berufsvertretung der Hp, ist aufgelöst. An ihre Stelle treten die gewerkschaftlichen Organisationen der Heilpraktiker in den Ländern und Provinzen.
Abs. 2. Die Aufsicht über die Hp führt das Gesundheitsamt. Es bedient sich dabei eines von den gewerkschaftlichen Organisationen der Hp benannten Obmannes.“

Am 14. Mai 1947 wurde eine Arbeitsgemeinschaft der Landesverbände, die „Deutsche Heilpraktikerschaft“, mit Sitz in München gegründet. Eine völlig neue Situation ergab sich nach Gründung der Bundesrepublik Deutschland und der damit verbundenen Abtrennung der damaligen Sowjetischen Besatzungszone, der späteren DDR. Sie führte zur Auflösung der ursprünglichen Arbeitsgemeinschaft der Landesverbände der Deutschen Heilpraktiker in München. Als neue Organisation entstand im April 1950 als Zentralinstanz der in den Jahren 1947 bis 1949 gegründeten Landesverbände der Bundesrepublik die „Deutsche Heilpraktikerschaft e. V.“, der heutige „Fachverband Deutscher Heilpraktiker“ (FDH).
1952 wurden die Einschränkungen gegenüber der früher geltenden Kurierfreiheit als mit dem Grundgesetz nicht vereinbar aufgehoben.
Die föderative Entwicklung der Bundesrepublik Deutschland barg die Konsequenz, dass sich schon schnell weitere Heilpraktiker-Berufs- und Fachverbände herausbildeten. Aber auch unterschiedliche berufs- und medizinalpolitische Überlegungen des Berufsstandes machten die Entwicklung weiterer Berufsorganisationen erforderlich.
Die Zahl der Heilpraktiker hat in den letzten Jahrzehnten zugenommen. So stieg die Zahl in Bayern von rund 11.000 im Jahr 2003 auf über 23.000 Heilpraktiker im Jahr 2015. Nach Angaben des Statistischen Bundesamtes aus dem Jahre 2015 arbeiteten in Deutschland rund 43.000 Heilpraktiker (8.000 Männer, 35.000 Frauen), davon 27.000 in Teilzeit (3.000 Männer, 24.000 Frauen).
Das Heilpraktikergesetz und die Durchführungsverordnung zum Heilpraktikergesetz (HeilprGDV) wurden 2016 verändert. Basierend darauf wurden 2017 Leitlinien zur Überprüfung von Heilpraktikeranwärterinnen und -anwärtern im Bundesanzeiger veröffentlicht.